# Hudecz Ferenc
Hudecz Ferenc (Budapest, 1952. szeptember 12. –) magyar kémikus, egyetemi tanár, a Magyar Tudományos Akadémia rendes tagja. Fő kutatási területe: peptid- és fehérjekémia, biomolekuláris kémia, immunkémia ezen belül peptid „szuperantigének” és peptid biokonjugátumok szintézise, szerkezete és biológiai hatása közti összefüggések vizsgálata. 2006 és 2010 között az Eötvös Loránd Tudományegyetem rektora. 2010–2016 között a European Peptide Society elnöke. 2020 augusztusától az MTA természettudományi alelnöke.

## Életpályája
1971-ben érettségizett a budapesti Szilágyi Erzsébet Gimnáziumban, majd az ELTE Természettudományi Kar (ELTE-TTK) vegyész szakán 1977-ben szerzett diplomát. Még ebben az évben az ELTE Természettudományi Kar Szerves Kémia Tanszékének kutatója lett. 1980-ban védte meg egyetemi doktori értekezését „Elágazó láncú polipeptidek szintézise és konformációja” címmel Szekerke Mária témavezetése mellett. 1996-ban habilitált az ELTE TTK-n, 1999-től egyetemi magántanár. 2003-tól egyetemi tanár. Októbertől az ELTE oktatási és tudományos rektorhelyettese, majd 2006-ban az egyetem rektorává választották. Alelnöke, majd elnöke a Danube Rectors Conference (DRC) egyetemi hálózatnak (2008–2009). 2012 őszén a DRC tiszteletbeli elnökévé választják (2014–2018). Tagja (2007–2009), 2010-től főtanácsadója, 2011-től pedig tiszteletbeli tagja a Confucius Institute Headquarters igazgatótanácsának (Peking, Kína). Rektori mandátumának lejárta után, az ELTE TTK Szerves Kémia Tanszékének vezetője (2010–2016). A TTK Kémiai Intézet Professzori tanácsának elnöke (2016-2021). Professor emeritus 2021-től.
Egyetemi pályafutásával párhuzamosan az MTA-ELTE Peptidkémiai Kutatócsoportjának tudományos munkatársa (1980–83, 1989–93), tudományos tanácsadója (1993–2003), vezetője (1999–2017). Témavezetésével, kutatócsoportjában 16 PhD-, 23 tudományos diákköri, 38 diplomadolgozat született. Az ELTE Eötvös József Collegium Biológia–Kémia Műhelyének vezetője (2009–2015).
1983–84-ben, majd 1986-ban az USA első biomedicinális kutatóintézetében (Wistar Institute, University of Pennsylvania, Philadelphia, 16 hónap), 1988 és 1993 között Angliában (Cancer Research Campaign Laboratories, University of Nottingham, 16 hónap), 1991–92-ben a Kumamotoi Egyetemen (Japán, 3 hónap) kutat. 1999-ben és 2004-ben a Konstanzi Egyetemen (Németország), 1999–2000-ben az Osakai Egyetemen (Japán) vendégprofesszor. A Szecsuáni Egyetem (Kína) díszdoktora (2006).
1986-ban védte meg az MTA kémiai tudományok kandidátusi, 1993-ban az MTA akadémiai doktori értekezését. 1993 és 2000 között az MTA Szerves és Biomolekuláris Kémiai Bizottság Peptidkémiai Munkabizottságának titkára, majd hat éven át az MTA Szerves Kémiai Bizottság választott tagja és titkára. Az MTA Akadémiai Kutatóhelyek Tanácsának tagja (1995–2001), soros elnöke (1998). Az MTA Közgyűlés tagja, doktori képviselője (2007–2010). A Magyar Tudományos Akadémia levelező (2010), majd rendes (2016) tagjává választották. 2011-től az MTA Doktori Tanács tagja, társelnöke (2014–2017). 2014-től az MTA Felügyelő testületének tagja, majd elnöke (2017–2020).
Közben 1997 és 2006 között az MTA Bolyai János Kutatási Ösztöndíj Alapítvány első kuratóriumának tagja, 1997-től a Magyar Peptid- és Fehérjekutatásért Alapítvány kuratóriumának titkára, 2000-től elnöke. 2000-től a Szekerke Mária Rákkutatásért Alapítvány kuratóriumának tagja. A Richter G. Nyrt., Kisfaludy Lajos Alapítvány kuratóriumának elnöke (2015–).
Akadémiai tisztségei mellett az OTKA Kórélettani Zsűri (1999–2002), majd az OTKA Bizottság tagja (2007–2012), illetve az NKFIH Matematikai, Fizikai, Kémiai és Mérnöki Tudományok Kollégiuma tagja (2017–2020). 1998-tól 2006-ig az Európai Peptid Társaság (European Peptide Society, London) magyar nemzeti képviselője, titkára (2000–2008), választott elnöke (2010–2016).
Az Academic Executive Advisory Board (Elsevier, Amsterdam) (2010–2013), a Richter G. Vegyészeti Gyár Nyrt. Kutatási tanácsának (2013–2018) tagja.

## Munkássága
Szűkebb szakterülete a biomolekuláris kémia, a bioorganikus kémia és az immunkémia. Legfontosabb eredményei: mikrobiális eredetű (pl. M. tuberculosis, herpes simplex virus, HSV), valamint tumoros szövetekből származó fehérjék (pl. mucin-1 és 2 glikoproteinek) és autoimmun folyamatok kiváltásában szerepet játszó fehérjék (pl. filaggrin, fibrin, vimentin) antigénszerkezetének feltérképezése, epitópok azonosítása klasszikus és kombinatorikus kémiai módszerekkel. A természetes fehérjéknél hatékonyabb immunreakciót kiváltó "szuperantigének" szintézise, amelyek alkalmasak a HVS vírus, illetve a M. tuberculosis fertőzés, valamint bizonyos tumorok korai kimutatására és szintetikus vakcinák kifejlesztésére.
Eredményes kutatásokat folytat tumorellenes és antimikrobiális szerek (pl. antraciklinek, metotrexát, ferrocén-származékok), riporter molekulák (fluorofor, radioligand), jelzett enzimszubsztrát és peptidepitópok specifikus célsejtbe juttatása terén oligopeptid- és fehérje-konjugátumaik segítségével. A hatásmechanizmus vizsgálatára proteomikán alapuló megközelítési módszert dolgozott ki. 
Új polipeptidhordozók családjának kialakítása mellett bizonyította, hogy e vegyületek sejtbe jutásában az A típusú "scavanger" receptor vesz részt. Kiemelkedő eredménynek számít annak a daunomicin tartalmú konjugátumnak a szintézise, amely in vivo kísérletekben leukémiás állatok teljes gyógyulását eredményezte. E vegyület rezisztens tumorsejtekre is hat. Egy másik konjugátum számottevő parazitaellenes hatást mutat a WHO által kiemelt célpontnak tekintett Leishmania donovani fertőzött egerekben.
Több mint kétszázötven (teljes) angol nyelvű tudományos publikáció szerzője vagy társszerzője (h index 38). Hazai illetve számos nemzetközi tudományos folyóirat szerkesztő bizottságának tagja: Biokémia (Magyar Biokémiai Egyesület) (1994–2009), Magyar Immunológia (2002–), Biomedical Peptides, Proteins and Nucleic Acids (UK) (1994–1997), Journal of Bioactive and Compatible Polymers (USA) (1995–2000), Bioconjugate Chemistry (American Chemical Society, USA) (1998–2006), Journal of Peptide Science (European Peptide Society, UK) (2001–), Current Drug Delivery (2002–). Társszerkesztője az Amerikai Kémiai Társaság (American Chemical Society, USA) Bioconjugate Chemistry folyóiratának (2007-2014), valamint a Specialist Periodical Report, Amino Acids, Peptides and Proteins, The Royal Society of Chemistry, UK (2014–2021).

## Családja
1979-ben nősült, felesége Csik Gabriella, biofizikus, az MTA doktora, a Semmelweis Egyetem habilitált docense, címzetes tanára. Két fia van, Gergely (1981) közgazdászdoktor (PhD) és András (1983) közgazdász, egyiptológus. Három unokája van.

## Díjai, elismerései
- Kutatási jutalom (1986, MTA)
- Kiváló Munkáért Kitüntető jelvény (1988, MN Minisztertanács)
- Pro Scientia (TDK témavezetésért) (1995, MTA elnök/Művelődési Miniszter)
- Akadémiai Díj (megosztva Hollósi Miklóssal) (1996, MTA)
- Széchenyi Professzori Ösztöndíj (1997)
- Paracelsus díj (1998, Magyar Kemoterápiai Társaság)
- Tudományos díj (1999, ELTE Természettudományi Kar)
- Zemplén Géza fődíj (2005, MTA Kémiai Tudományok Osztálya)
- Pro European Peptide Society Award (2008, 2016 European Peptide Society)
- Bruckner Győző-díj (2008, MTA-Richter G. Nyrt)
- Individual Performance Excellence Award (2009, Confucius Institute Headquarter, Peking)
- Socius Honoris Causa (2010, „Alapítvány az Orosz Nyelvért és Kultúráért”)
- Eötvös Loránd Tudományegyetem Emlékérme (2011)
- Eötvös Collegiumért emlékérem (2016, ELTE Eötvös József Collegium)
- Certificate of Appreciation (2018, Danube Rector’s Conference)
- Certificate of Appreciation (2021, Royal Society of Chemistry, UK)
- Eötvös-gyűrű (2021, ELTE)

## Főbb publikációi
- Hudecz F.: Polimer terapeutikumok Magyar Tudomány 43: 1211-1221 (1998)
- Hudecz, F.: Design of synthetic branched chain polymeric polypeptides for targeting/delivering bioactive molecules. In: Self-Assembling peptide systems in biology, medicine and engineering. (Eds.: Agelli, A., Boden, N., Zhang, S.) Kluwer Academic Publisher, The Netherlands (2001), pp. 139–160
- Hudecz, F.: 100 éve született Wigner Jenő (dokumentum közlés) Magyar Tudomány 47: 1408 (2002)
- Hudecz, F.: Proteomika – új kihivás. Lege Artis Medicinae 13: 216-224 (2003)
- Hudecz, F., Kóczán, Gy., Reményi, J.: Peptide or protein based delivery and targeting. In “Molecular pathomechanisms and new trends in drug research” (Eds Keri, Gy. and Toth, I.) Taylor and Francis Group, London, 2003, pp. 553–578
- Hudecz, F. Bánóczi, Z., Csík, G.: Medium-sized peptides as carrier for biologically active compounds. Medicinal Research Reviews, 25: 679-786 (2005)
- Hudecz, F.: „Peptid-út”: a Trefort-kerttől Lágymányosig. Magyar Kémiai Folyóirat 118 (1):5-16 (2012)
- Hudecz, F. et al.: Néhány új eredmény az MTA-ELTA Peptidkémiai Kutatócsoportban Magyar Kémiai Folyóirat 118 (2-4), 87-98 (2012)
- Mihala, N., Hudecz, F.: Amino acid and peptide bioconjugates. In: Amino Acids, Peptides and Proteins (Eds. E. Farkas, M. Ryadnov), Royal Society of Chemistry, London, UK. Vol.37: 1-39 (2012)
- Uray, K., Hudecz, F.: Peptide epitopes: Identification and structural modifications of synthetic antigens. In: Amino Acids, Peptides and Proteins (Eds. M. Ryadnov, E. Farkas),The Royal Society of Chemistry, Cambridge, UK. Vol. 39: 68-113 (2015)
- Bősze, Sz., Hudecz, F.: Proteins and peptides for the immunodiagnosis and therapy of Mycobacterium tuberculosis infections. In: Amino Acids, Peptides and Proteins (Eds. M. Ryadnov, F. Hudecz),The Royal Society of Chemistry, Cambridge, UK. Vol. 40: 146-198 (2016)
- Hudecz, F.: Úton. Biokémia, 51(2): 5-29 (2017)
- Hudecz, F.: Biokonjugátumok – összefogni érdemes. MTA Székfoglaló előadás, Magyar Kémiai Folyóirat 123(3): 126-133 (2017)
- Bánóczi, Z., Hudecz, F.: Amino acid and peptide bioconjugates. In: Amino Acids, Peptides and Proteins. (Eds.: Ryadnov, M., Hudecz, F.), The Royal Society of Chemistry, Cambridge, UK Vol. 42: 85-145 (2018)
- Hudecz, F.: Branched polymeric polypeptides with poly[Lys]. In: Amino acid and peptide bioconjugates. In: Amino Acids, Peptides and Proteins. (Eds.: Ryadnov, M., Hudecz, F.) The Royal Society of Chemistry, Cambridge, UK Vol. 43, 44-90 (2019)
- MTI Ki Kicsoda 2006, Magyar Távirati Iroda Zrt., Budapest, 2005, 753. old., ISSN 1787-288X
- Rövid bemutatás az MTA tagajánlási oldalán
- Adatlap a Magyar Tudományos Akadémia honlapján
- Interjú Természet Világa 136: 372, 2005 Archiválva 2013. július 29-i dátummal a Wayback Machine-ben
- Önéletrajz az ELTE-MTA Peptidkémiai Kutatócsoport oldalán
- Interjú Magyar Tudomány 2010 szeptember